# Branson West (Misuri)
Branson West es una ciudad ubicada en el condado de Stone en el estado estadounidense de Misuri. En el Censo de 2010 tenía una población de 478 habitantes y una densidad poblacional de 41,09 personas por km².

## Geografía
Branson West se encuentra ubicada en las coordenadas 36°41′19″N 93°23′35″O / 36.68861, -93.39306. Según la Oficina del Censo de los Estados Unidos, Branson West tiene una superficie total de 11.63 km², de la cual 11.63 km² corresponden a tierra firme y (0%) 0 km² es agua.

## Demografía
Según el censo de 2010, había 478 personas residiendo en Branson West. La densidad de población era de 41,09 hab./km². De los 478 habitantes, Branson West estaba compuesto por el 91.42% blancos, el 0.63% eran afroamericanos, el 0% eran amerindios, el 0.42% eran asiáticos, el 0% eran isleños del Pacífico, el 3.56% eran de otras razas y el 3.97% pertenecían a dos o más razas. Del total de la población el 11.92% eran hispanos o latinos de cualquier raza.